# Hypsiboas bandeirantes
Hypsiboas bandeirantes es una especie de anfibio anuro de la familia Hylidae.

## Distribución geográfica
Esta especie es endémica de Brasil. Se encuentra por encima de los 400 m sobre el nivel del mar en el extremo sur del estado de Río de Janeiro y el noreste del estado de São Paulo.

## Publicación original
- Caramaschi & Cruz, 2013: A new species of the Hypsiboas polytaenius clade from southeastern Brazil (Anura: Hylidae). South American Journal of Herpetology, vol. 8, p. 121-126.[2]